# I Lituani
I Lituani és una òpera en pròleg i tres actes composta per Amilcare Ponchielli sobre un llibret italià d'Antonio Ghislanzoni, basat en l'històric poema Konrad Wallenrod (1827) del poeta i patriota polonès Adam Mickiewicz. S'estrenà al Teatro alla Scala de Milà el 7 de març de 1874.

## Origen i context
Ponchielli sembla l'autor d'una sola òpera, La Gioconda que, des de la seva estrena i, malgrat les tremendes exigències vocals que imposa, segueix reapareixent en els escenaris. La seva carrera fins a aquesta consagració va ser laboriosa, ja que les seves primeres partitures no es van representar, o només van obtenir una acceptació local a la seva terra, Cremona, o van fracassar obertament. Només una reposició de I promessi sposi, basada en la novel·la homònima de Manzoni, va aconseguir el favor dels públics espectadors de Torí i Milà. Va ser llavors quan la Scala li va fer el seu primer encàrrec, I Lituani, estrenada el 1874 amb molt favorable acollida.
Ponchielli és, juntament amb Boito i Carlos Gomes, l'encarregat de clausurar l'herència verdiana en l'òpera i deixar oberta l'arribada del verisme. Fins i tot en alguns moments de la seva obra més afortunada s'hi esbossen les solucions de la recitació naturalista que va esplaiar Mascagni, Leoncavallo i altres iniciadors de la Nuova Scuola. Es pot afirmar de Ponchielli que, sent un custodi de la tradició romàntica tardana, no va ignorar que ja estava entrant en un nou moviment. Les seves solucions són vocalment sàvies i les seves rematades, d'efecte segur. Va ser un constructor minuciós i conscienciós, en qui sempre s'adverteix la presència de l'art nacional italià, és a dir d'un país amb una antiga memòria cultural i una recent realitat política.